# Suonatore di liuto (Cariani)
Suonatore di liuto è un dipinto realizzato in olio su tela opera di Giovanni Cariani nel 1514-1516 e conservato a Strasburgo nel Musée des Beaux-Art.

## Storia
Adolfo Venturi nel 1899 giudicò il quadro di qualità troppo alta per essere del Cariani, ma il suo acquirente Bode, che lo aveva in proprietà dal 1890, acquistato da una collezione privata per il museo, lo aveva già assegnato all'artista
. Durante gli anni venne comunque inserito nell'elenco delle opere del Giorgione o nel 1932 in quelle di Palma il Vecchio, la tela ha sicuramente tutte le caratteristiche fondamentali per essere assegnata a Giovanni Busi.
La datazione del quadro è complessa, se Ernest Gunter Troche e la maggior parte dei critici lo identifica nell'età giovanile, quindi nel periodo veneziano, quando l'artista era molto condizionato dai lavori del Giorgione e del Tiziano, contrariamente qualcuno lo colloca nella terza decina del XVI secolo quando il pittore ormai in età matura, si permetteva di sviluppare i suoi lavori seguendo le caratteristiche altrui ma mantenendo una personale espressione artistica, mettendo questo suo lavoro forse tra i migliori.

## Descrizione

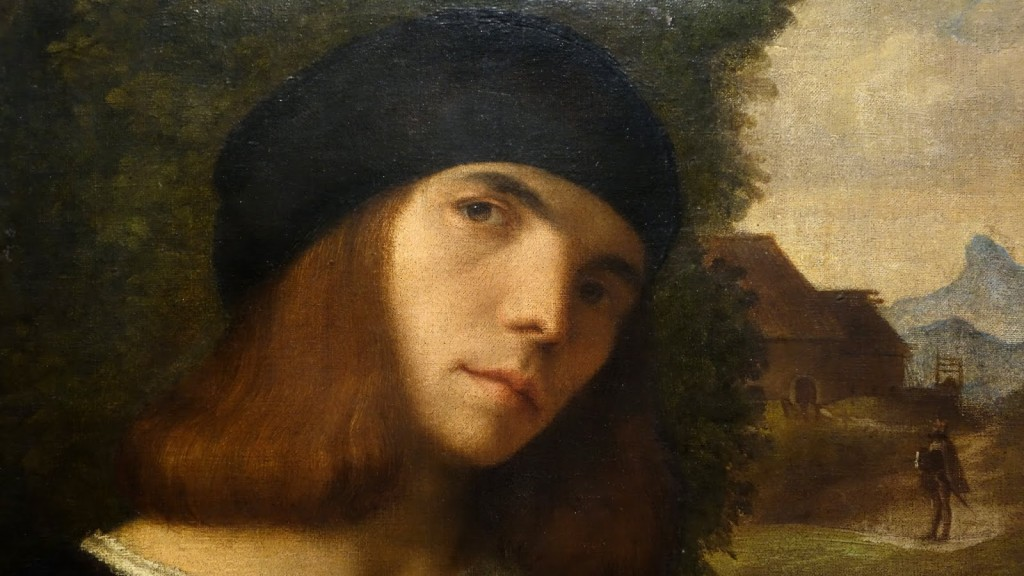
Giovanni Busi-Suonatore di liuto-particolare

Il quadro ci raffigura un giovane musicista mentre suona il liuto, ma se l'impianto tematico è sicuramente giorgiano non lo è certamente nella ruvida caratterizzazione del viso che è opposta alla pittura del veneziano. Il dipinto è stato sicuramente eseguito a Venezia, e sembra già preparare alla pittura naturalista dell'artista.
Sul lato destro della tela vi è un paesaggio contadino, una casa con il tetto di paglia, un pozzo e un viandante, sullo sfondo il grigio delle montagne. Il viso del giovane che guarda l'osservatore, trasmette l'immaginario musicale, il sogno e il desiderio di ascoltare. L'espressione sembra chiedere all'osservatore se sente, se partecipa al concerto. È questa la particolarità del dipinto, e un poco di tutti i dipinti del Cariani, la partecipazione esterna all'opera. La musica raffigurata come sospensione onirica della realtà riservato a pochi intellettuali attenti. è un'opera che chiede di essere condivisa, da pochi preparati osservatori. Se il suono è onirico, lo sguardo del giovane, anche se un po' sognatore, lo rende reale il quadro.